# Anthene princeps
Anthene princeps là một loài bướm thuộc họ Lycaenidae. Loài này có ở châu Phi.
Sải cánh khoảng 22–27 mm đối với con đực và 24–29 mm đối với con cái.
The larvae feed on Albiza gummifera.

## Hình ảnh

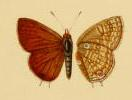
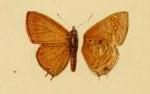
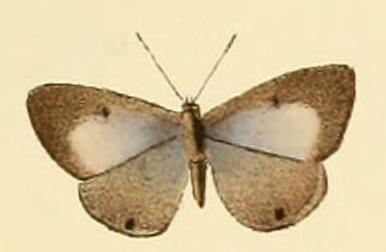
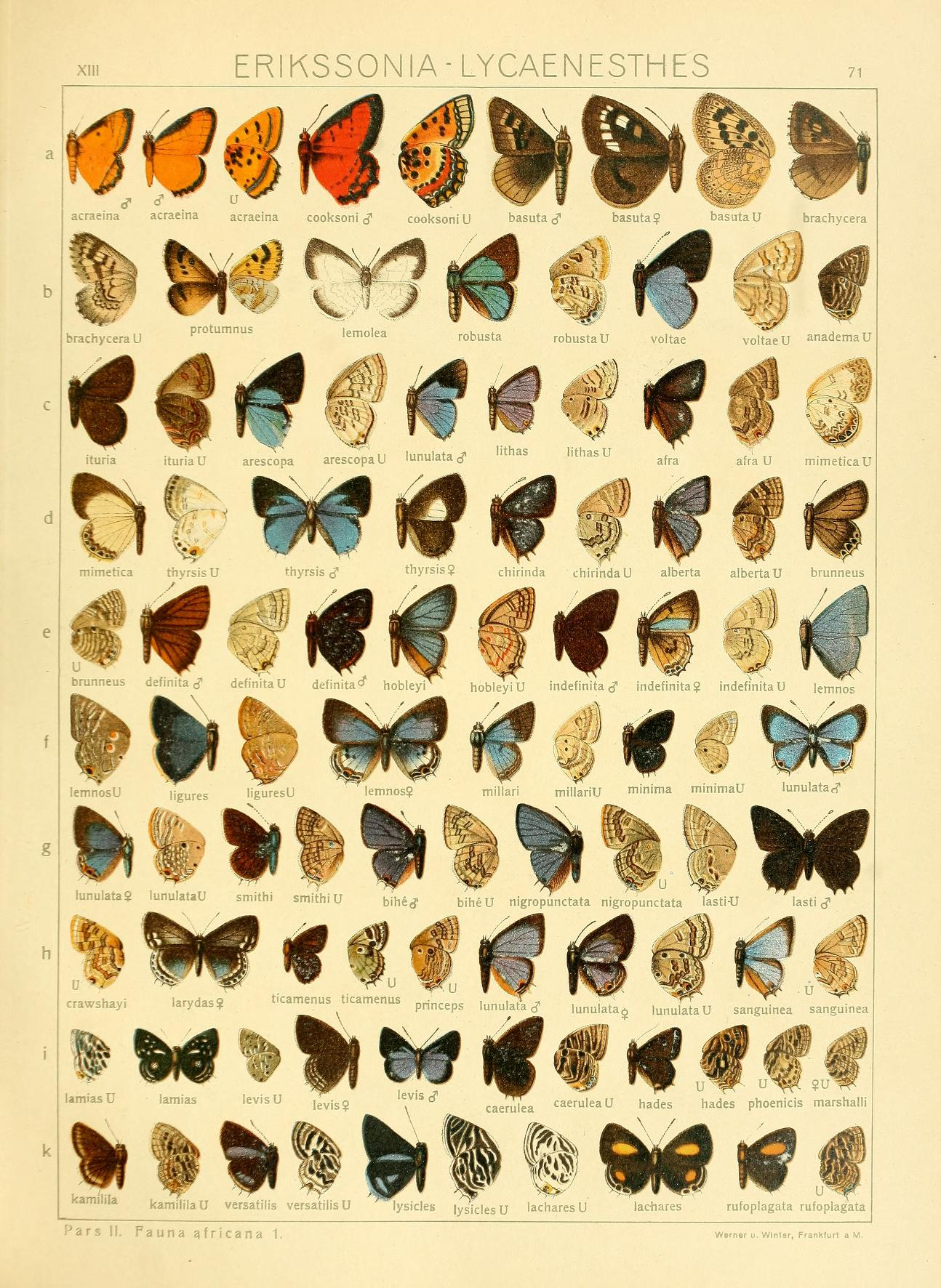